# Akeldruft
Eine Akeldruft, auch Ackeldruft, Aak, Aack, Aackeldruft, Aackeltruff oder Adit genannt, ist im Bergbau ein oberirdischer Entwässerungsgraben (Gerinne), mit dem die Grubenbaue entwässert werden. Einige Zechen tragen in ihrem Namen die Bezeichnung Ack oder Aak, diese Bezeichnung wird von dem Wort Akeldruft abgeleitet. Das Wort Akeldruft ist eine niederdeutsche Form des von dem lateinischen aquae ductus stammenden Begriffs Aquädukt. Der Abbau von Kohle mittels Akeldruft ist eine verbesserte Form der Kohlengräberei.

## Herstellung und Verwendung
Die Akeldruft wird im Bereich der Talsohle angesetzt. Dabei wird zunächst an der Ansatzstelle, ähnlich wie bei der Kohlengräberei, bis auf das Flöz gegraben und die Kohle dann mittels der für die Kohlengräberei üblichen Techniken abgebaut. Von dort ausgehend gräbt man einen Graben den Berghang hinauf. Dabei wird zunächst das Erdreich bis auf das Flöz abgetragen und neben den Grabenrändern aufgeschichtet. Wenn der Graben einige Meter vorgetrieben ist, wird er mit Reisig ausgelegt. Anschließend wird er mit Brettern abgedeckt und zur Wasserableitung genutzt. Dadurch hat nun das anfallende Wasser einen natürlichen Abfluss, und das Flöz lässt sich in der streichenden Länge weiter gewinnen. Mittels einer Akeldruft lassen sich auch Flöze abbauen, die im tagesnahen Bereich vorhanden sind. Dabei darf die Mächtigkeit der Deckschicht nur gering sein.
Der Akeldruft-Betrieb ist eine verbesserte Form der Kohlengräberei, allerdings wird hier nicht wie beim Pingenbau an einer Stelle abgebaut, sondern man folgt dem Flözverlauf an einem Hang. Bei parallel zum Hang verlaufenden Flözen musste ein zusätzlicher Entwässerungsgraben hangabwärts angelegt werden, um den Abbaugraben zu entwässern. Im Gegensatz zu unterirdischen Wasserlösungsstollen konnten mit Akeldruften nur einfache, nicht allzu tiefe Grubenbaue entwässert werden. Akeldruften kamen im Ruhrbergbau daher vor allem in der Frühzeit des Kohlenabbaus bis zum Ende des 16. Jahrhunderts zum Einsatz. Ab dem 17. Jahrhundert ging man vom Akeldruftbau zum Stollenbau über. Der Name Akeldruft wurde beim Stollenbau im 18. Jahrhundert als Bezeichnung für die Wasserseigen beibehalten. Teilweise wurde auch der gesamte Stollen als Akeldruft bezeichnet.